# La Chouette
La Chouette est une organisation secrète qui aurait été mise en place pour poursuivre clandestinement la traque des criminels de guerre nazis, après l'abandon officiel de celle-ci par Israël en 1960. La même année, l'arrestation d'Adolf Eichmann en Argentine par le Mossad avait en effet suscité une forte polémique concernant la légalité (au regard du droit international) des opérations de traque menées par l'État hébreu.
L'existence de la Chouette a été révélée en 2002 par Dany Baz, ancien colonel de l'Armée de l'Air israélienne, dans son livre Ni oubli, ni pardon. Au cœur de la traque du dernier Nazi. Créée durant les années 1970, l'organisation aurait été dissoute à la fin des années 1980. Certains de ses membres auraient eu des contacts au sein de la CIA et du FBI. Son chef aurait été un survivant des camps de concentration qui aurait par la suite fait fortune dans l'industrie pétrolière au Texas et en Alaska. Il aurait financé les chasses à l'homme par tranche de 6 millions de dollars, en rapport aux 6 millions de juifs victimes de la Shoah.
Selon Dany Baz, le groupe a débusqué et exécuté des membres du « peloton de choc 5 », qui avait massacré les Juifs des Balkans, ou encore d'anciens membres des Croix fléchées hongroises. Les membres de la Chouette auraient aussi capturé, jugé puis exécuté le criminel de guerre nazi Aribert Heim, sur l'Île de Catalina en 1982. Dans un communiqué, le Centre Simon-Wiesenthal affirme quant à lui que cette information est inexacte. Ainsi, Heim figure-t-il toujours sur la liste de l'Opération Dernière Chance, qui vise à la capture et au jugement des derniers nazis encore en vie de par le monde.